# Ordre de bataille lors de la bataille de Beaumont
Cet ordre de bataille donne la composition des troupes françaises et allemandes qui s'opposèrent lors de la bataille de Beaumont le 30 août 1870. Cet épisode de la guerre de 1870 voit alors s'opposer des éléments de l'armée de Châlons du général Mac Mahon à ceux des IIIe et IVe armées des princes royaux de Prusse et de Saxe.

## Forces françaises
Les forces françaises engagées à Beaumont sont le 5e corps d'armée, la 2e brigade d'infanterie de la 1re division d'infanterie et le 5e régiment de cuirassiers appartenant à la division de cavalerie. Ces derniers étant subordonnés au 12e corps d'armée.

### 5ecorpsd'armée

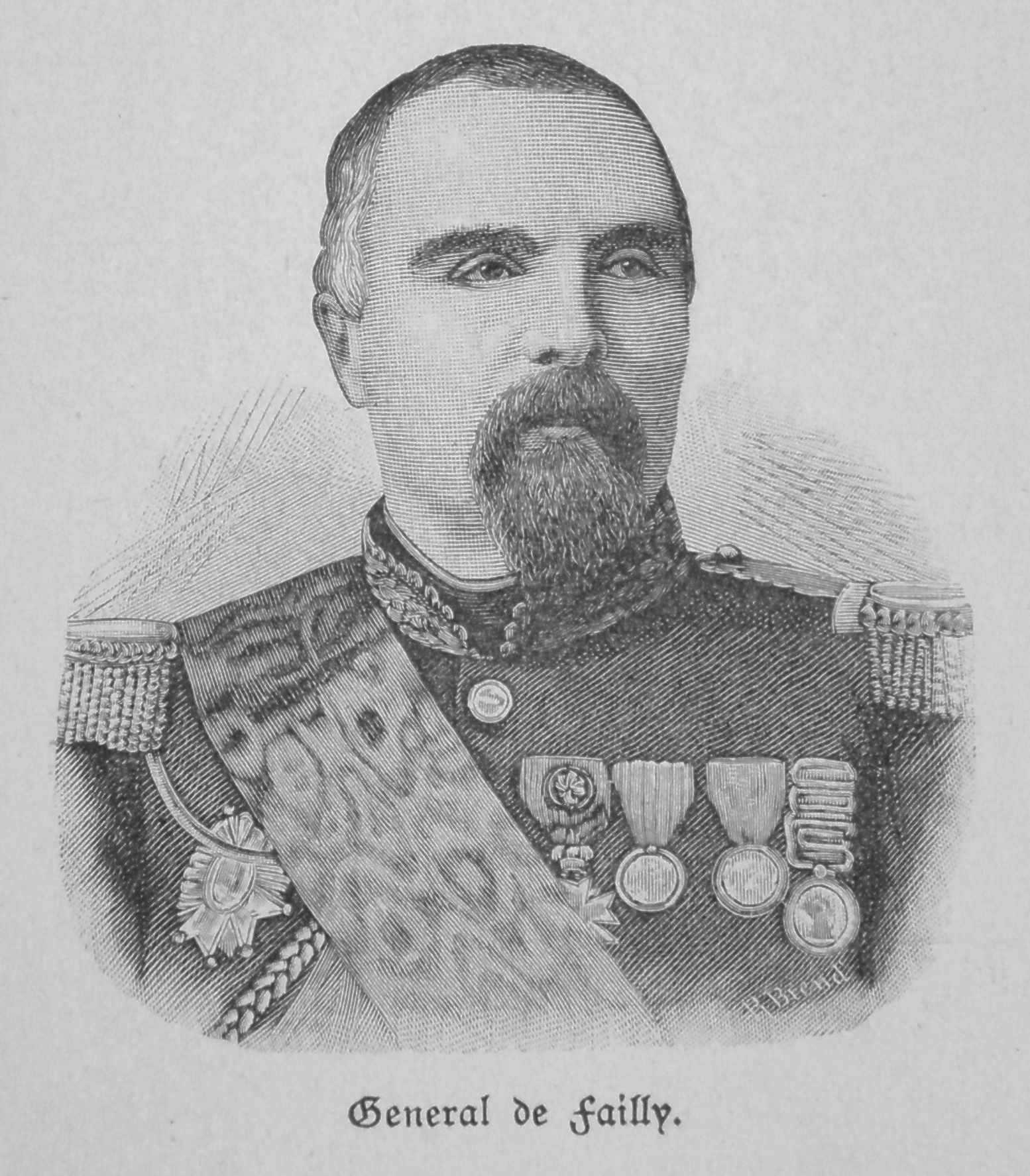
Général de Failly, commandant du 5e corps d'armée.

Le 5e corps d'armée est commandé par le général de Failly et son chef d'état-major est le général Besson. Il comprend 3 divisions d'infanterie et une division de cavalerie soit au total 18 000 fantassins et 1 496 cavaliers. L'artillerie est constituée de 61 pièces et 18 mitrailleuses.
1re division d'infanterie
Commandant : général de division Goze
- 1re brigade du général Alexis Denis Saurin : 
  - 4e bataillon de chasseurs à pied (commandant Guillaume Hyacinthe Foncegrives)
  - 11e régiment d'infanterie de ligne (Colonel Jean-Pierre-Ferdinand de Behagle[3],[4])
  - 46e régiment d'infanterie de ligne (colonel Michel Henri Alfred Pichon)
- 2e brigade du général baron Jean Nicolas Charles Valric Nicolas
  - 61e régiment d'infanterie de ligne (lieutenant-colonel Louis Gustave Alphonse Vichery)
  - 86e régiment d'infanterie de ligne (colonel Auguste Florimond dit Alexis Berthe)
- 3 batteries d'artillerie (2 batteries de 4 et une de mitrailleuses)
- 1 compagnie du génie

2e division d'infanterie
Commandant : général de division de Louis de l'Abadie d'Aydren
- 1re brigade du général Ferdinand Lapasset (à Metz, moins cinq compagnies du 14e bataillon de chasseurs à pied)
- 2e brigade du général Ernest Louis Marie de Maussion[5]
  - 49e régiment d'infanterie de ligne (colonel Léopold Eugène Kampf)[6]
  - 88e régiment d'infanterie de ligne (colonel Henri Jean Courty[7])
- 2 batteries d'artillerie (une batteries de 4 et une de mitrailleuses)
- 1 compagnie du génie

3e division d'infanterie
Commandant : général de division Guyot de Lespart
- 1re brigade du général Antoine Dominique Abbatucci 
  - 19e bataillon de chasseurs à pied (commandant Léon-Michel Marie-Louis de Marqué)
  - 17e régiment d'infanterie de ligne (colonel Valentin Weissemburger)[8]
  - 27e régiment d'infanterie de ligne (colonel Ernest Ézéchiel Marie-Bon de Barolet)
- 2e brigade du général Charles Louis de Fontanges de Couzan
  - 30e régiment d'infanterie de ligne (colonel Jean Henri Wirbel)
  - 68e régiment d'infanterie de ligne (lieutenant-colonel François Eugène Désiré Pallier)
- 3 batteries d'artillerie (deux batteries de 4 et une de mitrailleuses)
- 1 compagnie du génie

Division de cavalerie
Commandant : général de division Henri-Gilbert de Brahaut
- 1re brigade du général François Julien Raymond de Pierre de Bernis[9]
  - 5e régiment de hussards (colonel Victor Flogny)
  - 12e régiment de chasseurs à cheval (colonel Louis Adrien de Tucé)
- 2e brigade du général Charles François Henri Simon de La Mortière
  - 3e régiment de lanciers (colonel Gilles Joseph Thorel)
  - 5e régiment de lanciers (colonel Marie Paul Oscar de Boério)

Réserves d'artillerie
Commandant : colonel Adolphe Louis Émile Frédéric de Salignac-Fénelon
- 2 batteries de 12,
- 2 batteries de 4 (montées),
- 2 batteries de 4 (à cheval).

### Éléments du7ecorpsd'armée
- 1re brigade du général Morand (1re division Conseil-Dumesnil)
  - 3e régiment d'infanterie de ligne (colonel Champion)
  - 21e régiment d'infanterie de ligne

### Éléments du12ecorpsd'armée
- 2e brigade du général de Villeneuve 
  - 58e régiment d'infanterie de ligne (colonel Dulyon de Rochefort)
  - 79e régiment d'infanterie de ligne (colonel Bressolles)

- 5e régiment de cuirassiers (colonel de Coutenson[10])

## Forces allemandes

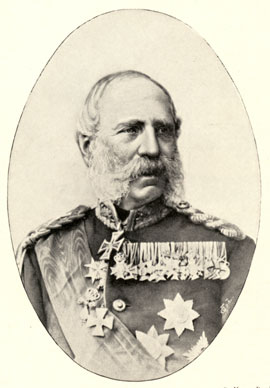
Prince de Saxe, commandant de l'armée de la Meuse.

### Royaume de Saxe
12e corps d'armée : général de l'infanterie prince Georges Ier de Saxe

- 2 divisions d'infanterie (fantassins)

- 23e division d'infanterie: général-lieutenant prince Georges Ier de Saxe
  - 45e brigade: général-major Ernst von Craushaar (de)
    - 100e régiment de grenadiers, 101e régiment de grenadiers, 108e régiment de tirailleurs (de)

  - 46e brigade: général-major Alban von Montbé (de)
    - 102e régiment d'infanterie (de), 103e régiment d'infanterie

  - Un groupe d'artillerie du 12e régiment d'artillerie de campagne
- 24e division d'infanterie: général-major Gustav Erwin Nehrhoff von Holderberg
  - 47e brigade: général-major Bernhard von Leonhardi (de)
    - 104e régiment d'infanterie (de),105e régiment d'infanterie, 12e bataillon de chasseurs à pied (de)

  - 48e brigade: général-major Georg von Wagner
    - 106e régiment d'infanterie, 107e régiment d'infanterie, 13e bataillon de chasseurs à pied (de)

  - Un groupe d'artillerie du 12e régiment d'artillerie de campagne

- 3 divisions de cavalerie (cavaliers)

- 12e division de cavalerie: général-major comte Franz zur Lippe-Biesterfeld-Weißenfeld (de)
  - 23e brigade: général-major Karl Krug von Nidda (de)
    - Régiment de cavaliers lourds de la Garde (de), 17e régiment d'uhlans (de)

  - 24e brigade: général-major Hugo Senfft von Pilsach (de)
    - 3e régiment de cavaliers lourds (de), 18e régiment d'uhlans

  - Une batterie à cheval
  - Artillerie de corps: 2 groupes montés de 3 batteries, un groupe à cheval de 2 batteries
- 5e division de cavalerie: général-lieutenant Albert von Rheinbaben
  - 11e brigade: général-major Adalbert von Barby
    - 4e régiment de cuirassiers (de), 13e régiment d'uhlans, 19e régiment de dragons

  - 12e brigade: général-major Adalbert von Bredow
    - 7e régiment de cuirassiers, 16e régiment d'uhlans, 13e régiment de dragons

  - 13e brigade: général-major Hermann von Redern
    - 10e régiment de hussards (de), 11e régiment de hussards (de), 17e régiment de hussards

  - Deux batteries à cheval
- 6e division de cavalerie: général-lieutenant duc Guillaume de Mecklembourg
  - 14e brigade: général-major Otto von Diepenbroick-Grüter (de)
    - 6e régiment de cuirassiers, 3e régiment d'uhlans (pl), 15e régiment d'uhlans

  - 15e brigade: général-major Alfred von Rauch
    - 16e régiment de hussards (de), 3e régiment de hussards

  - Une batterie à cheval

### Royaume de Prusse
4e corps d'armée : général de l'infanterie Gustav d'Alvensleben

- 7e division d'infanterie: général-lieutenant Julius von Groß
  - 13e brigade: général-major August von Borries (de)
    - 26e régiment d'infanterie, 66e régiment d'infanterie

  - 14e brigade: colonel Franz von Zychlinski
    - 27e régiment d'infanterie, 93e régiment d'infanterie

  - 4e bataillon de chasseurs à pied
  - 7e régiment de dragons
  - Un groupe d'artillerie du 4e régiment d'artillerie de campagne
- 8e division d'infanterie: général-lieutenant Alexander von Schoeler
  - 15e brigade: général-major Friedrich von Keßler (de)
    - 31e régiment d'infanterie, 71e régiment d'infanterie

  - 16e brigade: colonel Karl von Scheffler
    - 86e régiment de fusiliers (de), 96e régiment d'infanterie

  - 12e régiment de hussards
  - Un groupe d'artillerie du 4e régiment d'artillerie de campagne
  - Artillerie de corps: 2 batteries à cheval du 4e régiment d'artillerie de campagne , 4 batteries montées du 4e régiment d'artillerie de campagne

### Royaume de Bavière
Ier corps bavarois : général de l'infanterie von der TANN-RATHSAMHAUSEN

- 2 divisions d'infanterie

- 1re division d'infanterie: général-lieutenant DE STÉPHAN
  - 1re brigade de Bavière
    - Bataillon de Jägers no 2, Infanterie-Regiment Nr. 1, Infanterie-Regiment du corps

  - 2e brigade de Bavière
    - Bataillon de Jägers no 4, Infanterie-Regiment Nr. 2, Infanterie-Regiment Nr. 11

  - Bataillon de Jägers no 9
  - 3e Régiment de chevau-légers
  - Un groupe d'artillerie du 1er régiment d'artillerie
- 2e division d'infanterie: général-lieutenant SCHUMACKER
  - 3e brigade de Bavière
    - Bataillon de Jägers no 1, Königlich Bayerisches Infanterie-Regiment „Prinz Karl von Bayern“ Nr. 3, Königlich Bayerisches Infanterie-Regiment „Prinz Arnulf“ Nr. 12

  - 4e brigade de Bavière
    - 7. Königlich Bayerisches Jägerbataillon, Königlich Bayerisches Infanterie-Regiment „König Ludwig“ Nr. 10,  Königlich Bayerisches Infanterie-Regiment „Franz Joseph I., Kaiser von Österreich und Apostolischer König von Ungarn“ Nr. 13

  - 4e Régiment de chevau-légers
  - Un groupe d'artillerie du 1er régiment d'artillerie

- 1 brigade de cuirassiers: général-major DE TAUCH
- - 1er Régiment de cuirassiers
  - 2e Régiment de cuirassiers
  - 6e Régiment de chevau-légers
  - Une batterie à cheval

- Réserve d'artillerie : deux groupes de 2 batteries, un groupe de 4 batteries (dont 2 à cheval)

- Génie: une division de génie de campagne, avec 2 équipages de pont et l'équipage de télégraphes de campagne

## Sources et bibliographie
- Lieutenant-colonel Rousset, Histoire générale de la guerre franco allemande - 1870-1871, éditions Montgredien et Cie, 1900.
- Annuaire militaire de l'empire français 1870 à lire en ligne